# قناة أيون مبوبة بالفولتية

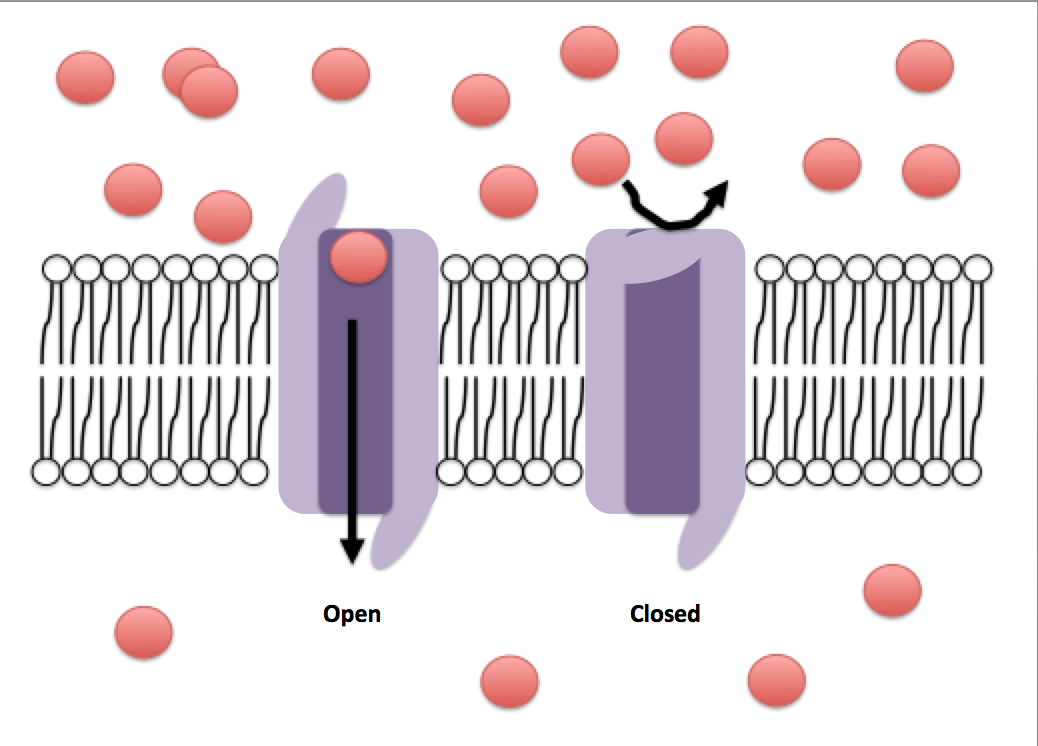
الأيونات ممثلة بدوائر حمراء. والمدروج ممثل باختلاف تراكيز الأيونات على جانبي الغشاء. تسمح هيئة الانفتاح لقناة الأيون بانتقال الأيونات عبر الغشاء الخلوي في حين لا تسمح بذلك الهيئة المغلقة.

قنوات الأيون المبوبة بالفولتية (بالإنجليزية: Voltage-gated ion channel)‏ أو قنوات الأيون المنظَمة أو المعتمدة أو المنشَطة بالفولتية هي فئة من البروتينات عبر الغشائية التي تشكل قنوات لمرور الأيونات ويتم تنشيطها بواسطة تغيرات في الجهد الغشائي الكهربائي بالقرب من القناة. يُغيِّر جهد الغشاء من هيئة بروتينات القناة، وينظم انفتاحها وانغلاقها. أغشية الخلايا غير نفوذة للأيونات وعلى الأخيرة الانتشار عبرالغشاء الخلوي من خلال القنوات الأيونية. للأيونات دور حاسم في الخلايا القابلة للاستثارة مثل الخلايا العصبية والعضلية، وتسمح باستجابة سريعة ومنسقة لأي تغير فولتي مثير. تنشر قنوات الأيون المتواجدة على طول المحوارات والمشابك العصبية الإشارة الكهربائية مباشرة، وهي متخصصة بأيون محدد وقد تم تحديد قنوات للصوديوم (Na+)، للبوتاسيوم [الإنجليزية] (K+)، للكالسيوم [الإنجليزية] (Ca2+)، وللكلوريد (Cl−). يُستثار انفتاح وانغلاق القنوات الأيونية بتغير تراكيز الأيونات وبالتالي مدروج الشحنات على جانبي الغشاء الخلوي.

## روابط خارجية
- Voltage-Dependent+Anion+Channels في المكتبة الوطنية الأمريكية للطب نظام فهرسة المواضيع الطبية (MeSH).